# Parc national de Tarra-Bulga
Le parc national de Tarra-Bulga est un parc national situé au Victoria en Australie à 158 km  au sud-est de Melbourne dans la chaîne Strzelecki. 
Il abrite l'un des derniers vestiges des forêts primaires d'eucalyptus qui couvraient autrefois la région.
La région a d'abord été protégée avec la création du parc national Bulga en 1904 qui ne couvrait que 20 hectares. En 1909, le parc national de la vallée de la Tarra a été créé à proximité. Au fil des ans, les deux parcs ont été progressivement agrandis et ont ensuite fusionné sous le nom actuel en 1986.
Les vallées profondément incisées du parc sont dominées par la forêt humide sclérophylle ouverte des Eucalyptus regnans avec un sous-étage de Mimosa à bois noir (Acacia melanoxylon), de Pomaderris aspera et de fougères arborescentes (Dicksonia antarctica et Cyathea australis). On y trouve aussi des poches de forêt pluviale tempérée froide avec Nothofagus cunninghamii. Les crêtes sont dominées par les forêts ouvertes et les forêts ouvertes basses d'eucalyptus peppermints et d'eucalyptus gommiers.
Les attractions touristiques comprennent une grande promenade en pont suspendu avec vue sur la vallée et de nombreux sentiers de randonnée et le parc offre désormais aux visiteurs un excellent exemple du type de forêts qui ont été autrefois très répandues dans la région.